# Cyril Mugnier
Cyril Mugnier (* 9. November 1983) ist ein französischer Fußballschiedsrichterassistent.
Mugnier ist seit der Saison 2016/17 Schiedsrichterassistent in der französischen Ligue 1. Bisher war er bei über 185 Ligaspielen im Einsatz. 
Seit 2017 steht er auf der Liste der FIFA-Schiedsrichter und ist an der Spielleitung internationaler Fußballspiele beteiligt.
In der Saison 2017/18 war Mugnier erstmals bei einem Spiel in der Europa League, in der Saison 2021/22 erstmals bei einem Spiel in der Champions League im Einsatz.
Im April 2024 wurde Mugnier zusammen mit Mehdi Rahmouni als Schiedsrichterassistent von François Letexier für die Europameisterschaft 2024 in Deutschland nominiert.